# Linn-Kristin Riegelhuth Koren
Linn-Kristin "Linka" Riegelhuth Koren (født 1. august 1984) er en kvindelig norsk håndboldspiller, de har spillede for Larvik HK siden 2002 til 2017, med undtagelse af sæsonen 2009/10, hvor hun spillede for FCK Håndbold. Hun har tidligere spillet for Ski IL, Holmlia og Furuset. Hun debuterede på landsholdet den 29. september 2003 mod Kroatien. Hun kan bruges både som højrefløj og højreback, men bruges mest på højrebackposisionen.
Hun blev kåret til "årets spiller, årets højreback" og fik topscorertitlen i Eliteserien i 2006/07. Hun lavede 221 mål, hvilket er rekord. Hun lavede også 48 mål i den norske pokalturnering og 85 mål i Champions League. I OL-finalen i 2008 scorede hun ni mål på ti forsøg og til EM samme år blev hun ikke bare mesterskabets topscorer med 51 mål på otte kampe. Hun fik også en plads på EM's "All Star"-hold som højrefløj. I oktober 2009 blev hun kåret til årets håndboldspiller i håndboldåret 2008. Og til VM i 2009, blev hun udnævnt til "All Star"-holdet som 
Hun giftede sig sommeren 2011 med Einar Riegelhuth Koren. Hun er søster til Betina Riegelhuth.

## Meritter med landsholdet

### EM
- EM 2004 –  Guld
- EM 2006 –  Guld
- EM 2008 –  Guld
- EM 2010 –  Guld
- EM 2014 –  Guld
- EM 2012 –  Sølv

### VM
- VM 2011 –  Guld
- VM 2007 –  Sølv
- VM 2009 –  Bronze

### OL
- OL 2008 –  Guld
- OL 2012 –  Guld
- OL 2016 –  Bronze